# بطاقة الهوية السلوفاكية
بطاقة الهوية السلوفاكية (بالسلوفاكية:Občiansky preukaz) يتم إصدارها لمواطني الجمهورية السلوفاكيا الذين تبلغ أعمارهم 15 عامًا فأكثر. يمكن استخدام بطاقة الهوية السلوفاكية في جميع الدول الأعضاء في الاتحاد الأوروبي ومنطقة شنغن بالإضافة إلى العديد من الدول الأوروبية الأخرى (بما في ذلك دول البلقان ، على سبيل المثال مقدونيا وصربيا).